# Клэнси, Джон Уильям
Джон Уильям Клэ́нси (англ. John William Clancy; 24 февраля 1899, Нью-Йорк — 2 марта 1969, там же) – федеральный судья США.

## Биография
Бакалавр искусств (1909 год) Фордемского университета и бакалавр права (1912 год) Школе права Фордемского университета.
В 1912 — 1936 годах занимался частной адвокатской практикой в Нью-Йорке.
С 22 июня 1936 года (утверждён Сенатом 20 июня по представлению президента Ф. Рузвельта от 15 июня при увеличении числа судей соответствующего суда распоряжением 49 Stat. 1491 президента США от 15 июня 1936 года) судья федерального окружного суда Южного округа Нью-Йорка.
В 1956 — 1959 годах – председательствующий судья (англ. chief judge). С 3 апреля 1959 года получил старший статус (форма почётной полуотставки пожилых судей), по возможности продолжая участвовать в судейской деятельности.
Скончался 2 марта 1969 года в Нью-Йорке.